# Bianca Jagger
Bianca Jagger (* Blanca Pérez-Mora Macías; 2. května 1945) je nikaragujská obhájkyně sociálních a lidských práv a bývalá herečka. V současnosti Jagger působí jako velvyslankyně dobré vůle Rady Evropy, zakladatelka a předsedkyně Nadace Biancy Jagger pro lidská práva, členka rady výkonných ředitelů Amnesty International USA a správkyně nadace Amazon Charitable Trust.
V letech 1971–1978 byl jejím manželem Mick Jagger.

## Mládí
Jagger se narodila v Manague v Nikarague. Její otec byl úspěšný dovozce a vývozce a matka byla ženou v domácnosti. Rozvedli se, když bylo Biance deset let, a ona zůstala s matkou, která se s malým příjmem musela starat o tři děti. V šestnácti letech si změnila jméno z Blancy na Biancu. Získala stipendium na studium politických věd na pařížském Sciences Po. Ovlivnil ji také Gándhího nenásilný aktivismmus a obecně východní filosofie. Hodně cestovala po Indii.

## Manželství, rodina aveřejný život
Bianca se s Mickem Jaggerem seznámila na večírku po koncertu The Rolling Stones ve Francii v září 1970. 12. května 1971, když byla ve čtvrtém měsíci těhotenství, byli při římskokatolickém obřadu ve francouzském Saint-Tropez oddáni a Bianca se tak stala Mickovou první a jedinou manželkou. Jejich jediné dítě, dcera Jade, se narodila 21. října 1971 v Paříži. V květnu 1978 podala Bianca žádost o rozvod z důvodu Mickovy nevěry s modelkou Jerry Hall. Bianca později prohlásila: „Moje manželství skončilo na svatební den.“
Mimo rozsáhlé charitativní činnosti měla Jagger v 70. a na počátku 80. let minulého století pověst bohaté cestovatelky a časté účastnice večírků a veřejnost ji měla povědomě spojenou také s newyorským nočním klubem Studio 54. Byla známá také jako kamarádka popového umělce Andyho Warhola.
Jagger má dvojí občanství – je naturalizovanou britskou občankou a také občankou Nikaraguy.
Jagger má díky dceři Jade dvě vnučky, Assisi Lolu (narozenou v roce 1992) a Ambu Isis (narozenou v roce 1996), a vnuka narozeného v roce 2014. V roce 2014 se díky vnučce Assisi stala prababičkou.
V květnu 2012 vyvolala Jagger menší kontroverzi, když se během představení opery Einstein on the Beach od Philipa Glasse v londýnském Barbicanu fotila s bleskem.

## Zlomový bod
V roce 1981 byla Jagger členkou delegace amerického Kongresu do uprchlického tábora OSN v Hondurasu. V jednu chvíli během oficiální návštěvy viděli všichni členové výpravy, jak asi 40 zajatých uprchlíků odvádí eskadra smrti se zbraní v ruce směrem k Salvadoru. Jagger a delegace, vyzbrojená pouze fotoaparáty sledovala komando podél řeky směrem k hondurasko-salvadorské hranici. Když se obě skupiny k sobě dostaly dostatečně blízko, Jagger se zbytkem týmu na členy eskadry vybavené puškami M16 zakřičeli: „Budete nás muset zabít všechny!“. Únosci zvážili situaci, přistoupili ke skupině, zbavili ji fotoaparátů a zajatce propustili. V pozdějších rozhovorech Jagger na tuto událost vzpomínala jako na „zlomový bod v mém životě“.

## Aktivismus
Bianca Jagger založila Nadaci Biancy Jagger pro lidská práva, které předsedá. Do Nikaraguy se vrátila, aby po zemětřesení v roce 1972, které zničilo hlavní město Managua a zanechalo po sobě více než 10 000 mrtvých a desetitisíce lidí bez domova, vyhledala své rodiče.
Na začátku roku 1979 navštívila Jagger Nikaraguu s delegací Mezinárodního červeného kříže a byla šokována brutalitou a útlakem, které tam páchal Somozův režim. Tato zkušenost ji přiměla, aby se angažovala v otázkách spravedlnosti a lidských práv.
V osmdesátých letech se po sandinistické revoluci angažovala proti tamní americké vládní intervenci. Vystupovala také proti trestu smrti a hájila práva žen a původních obyvatel Latinské Ameriky, zejména kmene Janomamů v Brazílii proti invazi těžařů zlata. Zastávala se obětí konfliktů v Bosně a Srbsku. Její texty byly publikovány v několika novinách (včetně The New York Times a Sunday Express). Od konce 70. let spolupracovala s mnoha humanitárními organizacemi včetně Amnesty International a Human Rights Watch.
Byla také členkou Pracovní skupiny pro dopadení válečných zločinců dvacátého století a správkyní nadace Amazon Charitable Trust. Přednesla projev v londýnské Westminsterské katedrále na začátku zádušní mše za Brazilce Jeana Charlese de Menezese, který byl ve vlaku londýnského metra osmkrát postřelen poté, co si jej spletli se sebevražedným atentátníkem. V březnu 2007 se zapojila do kampaně Sarah Teather za uzavření Guantánama.
V březnu 2002 Jagger odcestovala do Afghánistánu spolu s delegací čtrnácti žen, jež byla zorganizována organizací Global Exchange na podporu afghánských ženských projektů. Dne 16. prosince 2003 byla Jagger jmenována velvyslankyní dobré vůle Rady Evropy.
V letech 2007–2009 byla předsedkyní Světové rady budoucnosti. 7. července 2007 Jagger vystoupila na německé odnoži Live Earth v Hamburku. V červenci 2008 podepsala petici katolickým biskupům Anglie a Walesu, aby umožnili širší slavení tradiční latinské mše. V lednu 2009 Jagger promluvila k asi 12 000 lidí, kteří se na Trafalgarském náměstí sešli na protest proti nedávné izraelské ofenzívě v Gaze.
Je „poslem“, přesněji řečeno vyslankyní, ekologické organizace 350.org.
Působila jako globální velvyslankyně Mezinárodního svazu ochrany přírody pro Bonnskou výzvu, což je celosvětové úsilí o obnovu 150 milionů hektarů degradované a odlesněné půdy na světě do roku 2020.
Dne 8. října 2010 vystoupila na témata nezávislosti na ropě a „Zločiny proti současným a budoucím generacím“ na světové konferenci Association for the Study of Peak Oil and Gas.

## Film atelevize
- Cocksucker Blues (1972, dokumentární film o turné The Rolling Stones po Severní Americe v roce 1972)
- Trick or Treat (1975) (nedokončený film)
- Flesh Color (Couleur chair) (1978)
- The Rutles: All You Need Is Cash (1978, jako Martini)
- The American Success Company (1979; jako Corrine)
- Tajný závod (1981, jako šejkova sestra)
- In Our Hands (1984)
- Miami Vice (1985) – epizoda „Free Verse“
- Street Hawk (1985) – epizoda „The Unsinkable 453“
- Hotel (1986) – epizoda „Separation“
- The Colbys (1987) – epizoda „Betrayal“
- After Dark (1988)
- CHUD II. (1989)
- Last Party 2000 (2001; dokumentární film o amerických prezidentských volbách v roce 2000)
- The Fourth Revolution: Energy (2011; německý dokumentární film)